# Мальвецци, Виргилио
Виргилио Мальвецци (8 сентября 1595, Болонья; 11 августа 1654, Кастель-Гуэльфо-ди-Болонья) — итальянский историк и публицист, солдат и дипломат.

## Жизнь
Мальвецци учился в Болонском университете и 2 октября 1613 года получил докторскую степень по обоим видам права. С 1614 по 1622 год он жил в Сиене, где его отец был назначен губернатором Козимо II.
Мальвецци стал придворным историком Филиппа IV Испанского. Гаспар де Гусман, граф Оливарес, вызвал его в Мадрид, куда он прибыл в 1636 году и стал официальным летописцем Филиппа IV. В 1640 году он был одним из послов, отправленных Филиппом в Англию, чтобы предотвратить брак Марии Стюарт с Вильгельмом II Оранским. С 1643 года он стал советником австрийского кардинала-инфанта Фердинанда.
Мальвецци был европейской знаменитостью XVII века. Его труды по римской истории, такие как «Il Romulo» (1629) или «Il Tarquinio Superbo» (1632), или по библейской истории, такие как «Davide perseguitato» (1634), выдержали более двадцати изданий в XVII веке, не говоря уже о собраниях сочинений, и были переведены – зачастую по нескольку раз – на испанский, английский, французский, немецкий, голландский и латинский языки.
Первый труд Мальвецци по современной истории Испании, «Il Ritratto del Privato politico christiano» (1635), относящийся к Оливаресу, имел не меньший успех. Значимость Мальвецци подтверждается не только успехом, достигнутым им на книжном рынке того времени, но и уважением, или, скорее, восторженными похвалами, которые ему воздавали Кеведо и Грациан.
В 1632 году Кеведо перевел «Ромуло» на испанский язык, и в Посвящении к его переводу он говорит о «докторе, глубоком, элегантном и благородном маркизе Вирджилио Мальвецци». В предисловии он называет «Ромуло» книгой, которой следует восхищаться, а пытаться конкурировать с ней — глупостью («obligaciòn es admirarle, y locura competirle»).
В « Agudeza y Arte de Ingenio» Грасиан выделяет сентенциозный, лаконичный стиль Мальвецци как образцовый: «... el Ròmulo y Tarquinio, del Marqués Virgilio Malvezzi, en la profundidad, en la concisión, en la sendencia deja atrás Manyos Poemas». В другом месте «Агудесы» Грациан называет «Мальвес Ромуло» бессмертным произведением («su irresent Ròmulo»). Здесь он лишь повторяет то, что Кеведо уже написал в предисловии к своему переводу: «En una vida escribe dos vidas el Marqués: la de Rómulo, breve; la de su nombre, eterna» (с. 1542 и далее).

## Произведения
Он писал на итальянском и испанском языках и был вскоре переведен на латынь, испанский, немецкий и английский языки, а голландское издание было опубликовано в 1679 году.